# Kosna (Dvor)
Kosna falu Horvátországban, Sziszek-Monoszló megyében. Közigazgatásilag Dvorhoz tartozik.

## Fekvése
Sziszek városától légvonalban 44, közúton 74 km-re délre, községközpontjától légvonalban 9, közúton 11 km-re északnyugatra, a Báni végvidék déli részén, a Žirovac-patak jobb oldali mellékvize a Kosna-patak partján fekszik.

## Története
Betelepülésének előzményeként az 1683 és 1699 között felszabadító harcokban a keresztény seregek kiűzték a térségből a törököt és a török határ az Una folyóhoz került vissza. Ezután a török uralom alatt maradt Közép-Boszniából, főként a Kozara-hegység területéről és a Sana-medencéből  pravoszláv szerb családok érkeztek a felszabadított területekre. Az újonnan érkezettek szabadságjogokat kaptak, de ennek fejében határőr szolgálattal tartoztak. El kellett látniuk a várak, őrhelyek őrzését és részt kellett venniük a hadjáratokban. Kosna benépesülése is a 17. században kezdődött, majd több hullámban a 18. században is folytatódott. 1696-ban a szábor a bánt tette meg a Kulpa és az Una közötti határvédő erők parancsnokává, melyet hosszas huzavona után 1704-ben a bécsi udvar is elfogadott. Ezzel létrejött a Báni végvidék (horvátul Banovina), mely katonai határőrvidék része lett. 1745-ben megalakult a Petrinya központú második báni ezred, melynek fennhatósága alá ez a vidék is tartozott. Területe ismert vaslelőhely. A 19. század elején a Trieszti bányászati társaság bányakomplexumot építtetett a határában, mely a 20. század első feléig működött, később azonban hanyatlásnak indult és bezárták. Az épületek maradványai még megtalálhatók a település határában.
1881-ben megszűnt a katonai közigazgatás és Zágráb vármegye Kostajnicai járásának része lett. 1857-ben 360, 1910-ben 530 lakosa volt. A 20. század első éveiben a kilátástalan gazdasági helyzet miatt sokan vándoroltak ki a tengerentúlra. 1918-ban az új szerb-horvát-szlovén állam, majd később Jugoszlávia része lett. A második világháború idején a Független Horvát Állam része volt, de lakói közül sokan csatlakoztak a partizánegységekhez. A harcokban elesetteknek és a megtorlás áldozatainak 1961-ben emlékművet avattak. A háború után a béke időszaka köszöntött a településre. Enyhült a szegénység és sok ember talált munkát a közeli városokban. Ennek következtében újabb kivándorlás indult meg. Sok fiatal települt át a jobb élet reményében Glinára, Dvorra, Petrinyára, Bosanski Noviba. A falu 1991. június 25-én jogilag a független Horvátország része lett, de szerb lakói a Krajinai Szerb Köztársasághoz csatlakoztak. A falut 1995. augusztus 8-án a Vihar hadművelettel foglalta vissza a horvát hadsereg. A szerb lakosság többsége elmenekült. 2011-ben 35 állandó lakosa volt.

## Népesség
| Lakosság változása | Lakosság változása | Lakosság változása | Lakosság változása | Lakosság változása | Lakosság változása | Lakosság változása | Lakosság változása | Lakosság változása | Lakosság változása | Lakosság változása | Lakosság változása | Lakosság változása | Lakosság változása | Lakosság változása | Lakosság változása |
| ------------------ | ------------------ | ------------------ | ------------------ | ------------------ | ------------------ | ------------------ | ------------------ | ------------------ | ------------------ | ------------------ | ------------------ | ------------------ | ------------------ | ------------------ | ------------------ |
| 1857               | 1869               | 1880               | 1890               | 1900               | 1910               | 1921               | 1931               | 1948               | 1953               | 1961               | 1971               | 1981               | 1991               | 2001               | 2011               |
| 360                | 356                | 363                | 454                | 441                | 530                | 438                | 363                | 323                | 330                | 285                | 228                | 161                | 108                | 36                 | 35                 |

## Nevezetességei
- A II. világháború hőseinek és a fasiszta terror áldozatainak emlékművét 1961-ben avatták fel. 1995-ben a vihar  hadművelet során a faluba benyomuló boszniai horvát csapatok megrongálták. Ma sérült állapotban áll.
- A kosnai bányakomplexumot a 19. század elején alapította a Trieszti bányászati társaság. A nagyobb épületek mellett kisebb kohók és több kísérő épület is található. A terület nagyrészt feltáratlan, melynek fő oka hozzáférhetetlensége.
- A Šerbula-malom a 20. század elején épült.